# Казеев, Александр Степанович

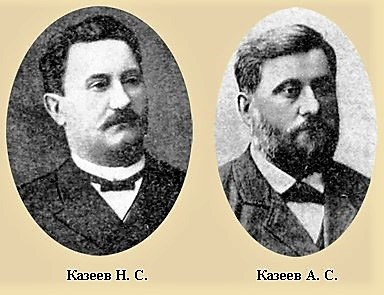
Братья Николай и Александр Степановичи Казеевы

Александр Степанович Казеев (1853—1924) — купец первой гильдии, фабрикант, меценат и почётный гражданин.

## Биография
Родился в 1853 году в Тамбовской губернии в династии суконных фабрикантов, которых называли «суконными королями Поволжья». Династия Казеевых поставила полукустарное суконное производство на мощные индустриальные рельсы.
Суконная фабрика перешла в собственность Александра Степановича в возрасте 57 лет, в 1910 году. В собственности фабрики находилось 1 500 десятин земли, 1 200 рабочих. Фабрика поставляла сукно для военного ведомства, для Главного Тюремного управления и для частной продажи, производила байки разных сортов, бобрики, шевиоты, монтоньяки и другие сорта сукна. Участвовала на Нижегородской, Покровской, Урюпинской и Крещенской ярмарках. Объём производства — до 20 000 кусков сукна в года.
Помимо семейного бизнеса Александр Степанович участвовал в общественной деятельности. В 1886 году на свои средства открыл церковно-приходскую школу в Золотаревке и работал её попечителем. В течение нескольких трёхлетних сроков занимал должность земского гласного. Состоял в должности мирового судьи, за отличную службу был награждён званием почётного мирового судьи.
После революции 1917 г. Александр Степанович, вынужден был оставить суконные фабрики и бежать в Петроград, где и скончался в 1924 году.